# Гессе-Вартег, Эрнст фон
Эрнст фон Гессе-Вартег (нем. Ernst von Hesse-Wartegg; 1851—1918) — австрийский путешественник и писатель; консулом Венесуэлы в Швейцарии в 1888—1918 годах.

## Биография
Родился 21 февраля 1851 года в Вене. Несмотря на многочисленность его книг, а также известность среди современников, о его жизни мало что известно. У него была внебрачная дочь, которая в 1930-х годах безуспешно пыталась выяснить свою родословную.
Гессе-Вартег объездил многие страны. В 1872 году он отправился в Юго-Восточную Европу — по Дунаю до Турции и Сирии. В 1876 году состоялась его первая поездка в США. Затем последовали поездки: в 1880 году в Тунис, 1881 году в Египет, 1883 году в Канаду и Мексику, а также ряд поездок в США. Его следующие важные путешествия были: в 1887 году в Венесуэлу и 1892 году в Марокко и Испанию. В 1894 году он отправился в кругосветное путешествие, посетив Южную и Восточную Азию: Индия, Сингапур, Гонконг, Китай, Япония и Корея. В 1898 году он ещё раз побывал в Китае. В 1900 году последовала поездка в немецкие колонии на Тихом океане, а в 1901 году он посетил Индию и Цейлон. Его последние длительные поездки были в Бразилию в 1903, 1910 и 1913 годах.
В 1881 году женился на известной певице Минне Гаук. С 1889 года они жили на своей вилле в Трибшене, возле Люцерна, где Гессе-Вартег скончался 17 мая 1918 года.
Издал: «Die Werkzeugmaschinen der Neuzeit» (1874); «Präriefahrten» (1877); «Atlantische Seebäder» (1878); «Nordamerica» (2 изд. 1885—87), «Mississippifahrten» (1880); «Tunis» (1881); «The Caravan Route between Egypt and Syria» (1862); «The new South West» (1883); «Mexico and Central America» (1885): «Canada u. Neufaundland» (1887); «Mexico. Land u. Leute» (1890); «Tausend u. ein Tag im Occident» (1891). На русском языке были изданы:
- Китай и китайцы : Жизнь, нравы и обычаи соврем. Китая : С 32 отд. грав., 114 рис. в тексте и карт. Кит. имп. / Соч. Эрнеста фон Гессе-Вартег; Пер. со 2-го нем. испр. и доп. изд. А. и П. Ганзен. — СПб.: А. Ф. Девриен, ценз. 1900. — VI, [2], 379 с., 33 л. ил., карт.: ил.
- Япония и японцы : Жизнь, нравы и обычаи современной Японии Архивная копия от 1 декабря 2021 на Wayback Machine : С 28 отд. грав., 100 рис. в тексте и карт. Япон. имп. / Соч. Эрнеста фон-Гессе-Вартег; Пер. со 2-го нем. испр. и доп. изд. М. А. Шрейдера; Под ред., [с предисл.] и с примеч. Д. И. Шрейдера. — СПб.: А. Ф. Девриен, ценз. 1902. — VI, 284 с., 1 л. карт.: ил.
  - 2-е изд. — СПб.: А. Ф. Девриен, 1904. — X, 323 с., 26 л. ил., карт. : ил.

В 1920-х годах его литературный архив, в том числе ценные путевые записки эрцгерцога Людвига Сальватора, попало в библиотеку герцогини Анны Амалии в Веймаре.